# Criticonoma chelonaea
Criticonoma chelonaea är en fjärilsart som beskrevs av Edward Meyrick 1910. Criticonoma chelonaea ingår i släktet Criticonoma och familjen äkta malar. Inga underarter finns listade i Catalogue of Life.